# Bukovel
Bukovel este o stațiune de schi din Ucraina. Ea este situată în apropierea localității Paleanîțea, raionul Iaremce, la poalele Muntelui Bukovel, la o altitudine de 920 m. Cel mai înalt punct al stațiunii – Vârful Dovha – 1372 m. Sezonul turistic începe la sfârșitul lunii noiembrie și ține până la mijlocul/sfârșitul lunii aprilie.

### Repere geografice
Complexul este situat în apropierea localității Polianytsa din regiunea Ivan Frankivsk, la 30 km de Yaremche și la 100 km sud-vest de Ivano-Frankivsk.
Cele mai apropiate localități de referință sunt:
- Yablunytsa ~ 15 km;
- Tatariv ~ 10 km;
- Yasinea ~ 25 km;
- Vorokhta ~ 15 km.[1]

## Istoriс
Istoria stațiunii începe în anul 2000, când Skorzonera   SRL și firma Horyzont AL au semnat un acord privind construirea unui complex turistic și de agrement funcționabil pe tot parcursul anului. În studiul zonei, precum și în elaborarea Planului Urbanistic General au fost implicate companii de renume din străinătate, printre care firma austriacă Plan-Alp și cea canadiană Ecosign.
La sfârșitul anului 2001, pe versantul nordic al Muntelui Bukovel au fost demarate lucrările de punere în funcțiune a primului telescaun, cu o lungime de 691 m. În septembrie-octombrie 2002, proiectul a fost realizat sub forma a 1000 de metri de instalații de transport pe cablu.
În 2003 a fost dată în exploatare a doua pârtie de schi 2A și telescaunul cu două locuri. În 2004 a fost dată în exploatare pârtia de schi 7A cu instalație de teleschi. 
Cu doar 48.000 de vizitatori în 2003, în perioada 2005-2006 numărul turiștilor ajunge la 206 de mii, în 2006-2007 – 400 de mii și în perioada 2007-2008 – 850 de mii de turiști. În 2010-2011, numărul turiștilor intrați în stațiune a fost de 1.200.000; dintre aceștia, 8-10% au fost turiști străini.

## Infrastructură

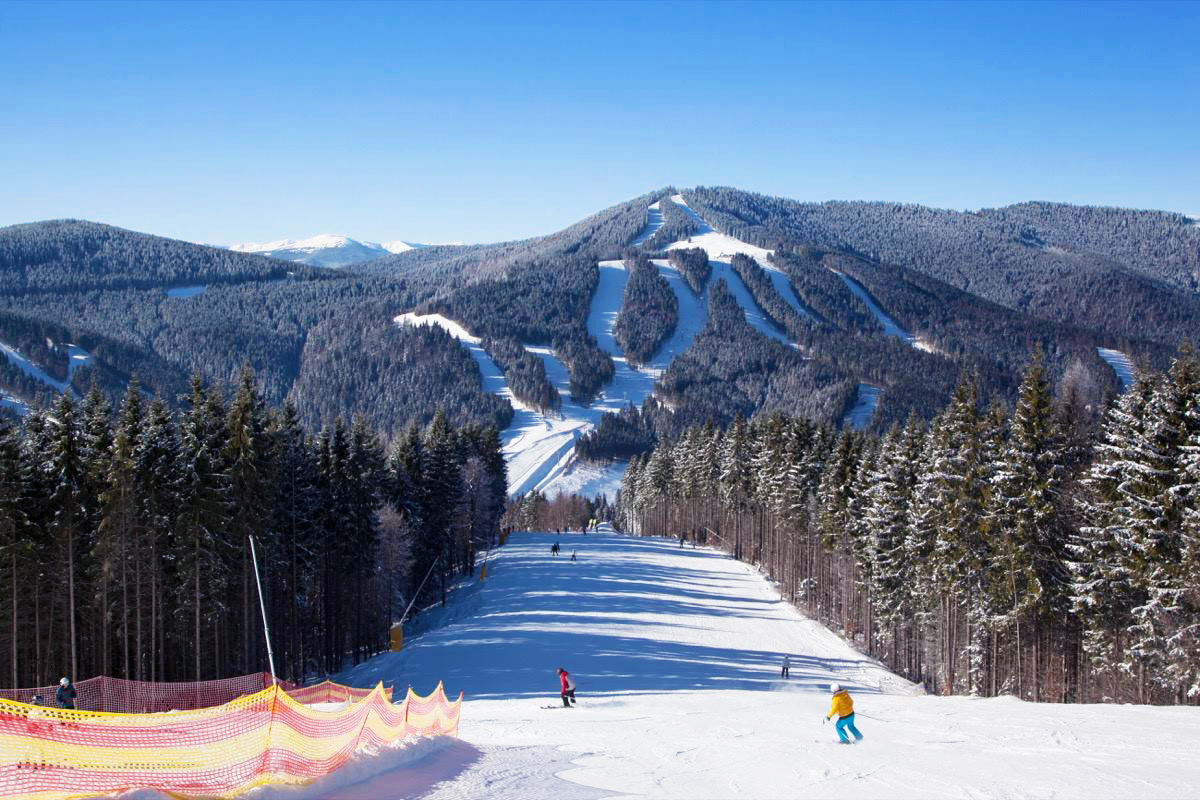
Vedere asupra pârtiilor stațiunii

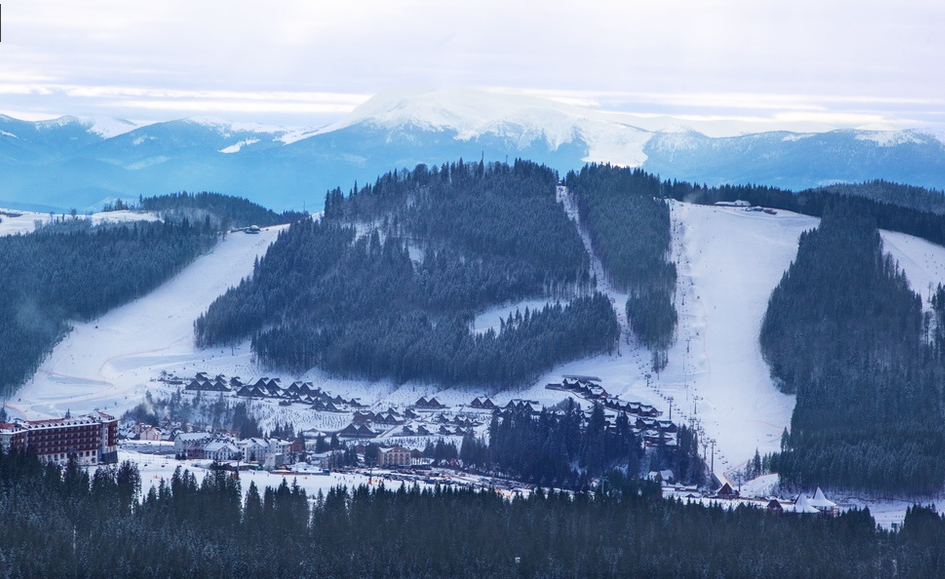
Vedere a stațiunii Bukovel

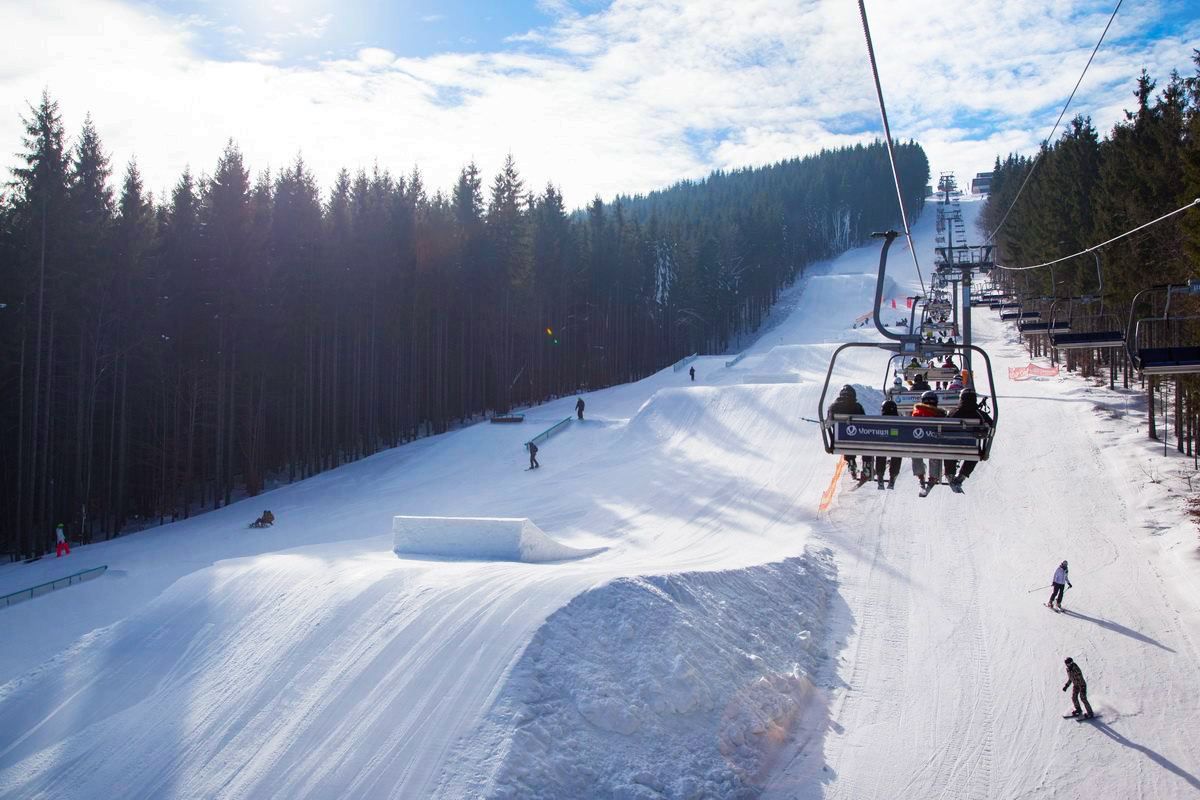
Snow Park

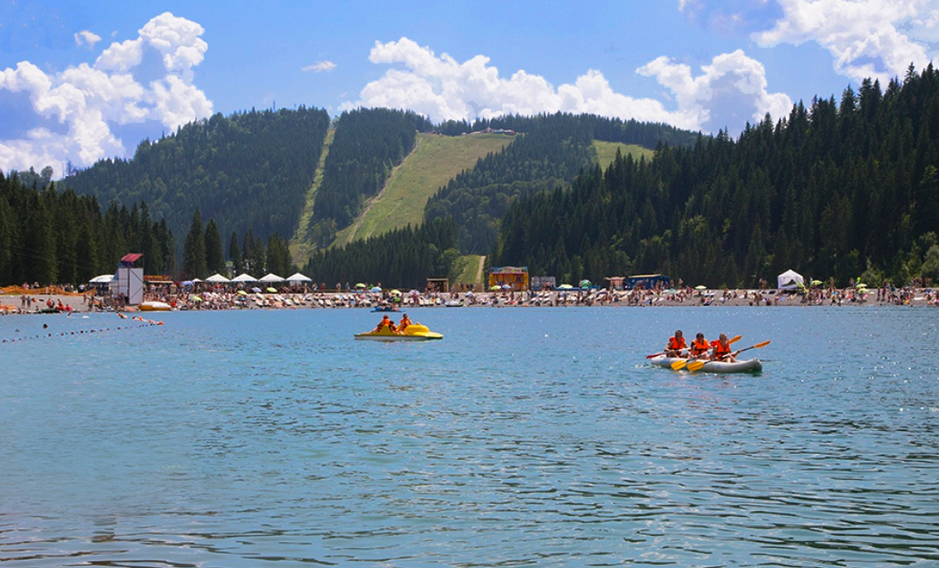
Lacul mare al stațiunii de schi Bukovel. Unul dintre cele mai mari lacuri artificiale din Ucraina

Stațiunea oferă toate condițiile pentru sport, afaceri, agrement, recreere:

### Sport
- 70 km de pârtie. În proporție de 100% dotate cu tunuri de zăpadă artificială;
- 63 de pârtii de schi de toate gradele de dificultate;
- 16 instalații de transport pe cablu cu o capacitate de 34700 de persoane/oră;
- școală de schi (inclusiv pentru copii);
- închiriere de echipament;
- snowpark;
- parc pentru ciclism;

### Cazare
- Șapte complexe hoteliere private confortabile;
- Număr locuri de cazare - 1500 de locuri în stațiune și 12.000 de locuri în zona din jurul stațiunii;
- Vile/cabane de 4 și 5 stele cu garaj propriu, piscină, saună și cu schi-in și schi-out personal;

### Agrement
- Centrul de agrement ”Buka”;
- Lac cu sistem de încălzire Eco și plajă amenajată;
- Rope alpine-park;
- Roller;
- Bike Park;
- Plimbări cu sănii trase de câini;
- Plimbări călare;
- Plimbari cu ATV-uri;
- Paintball/Airsoft,
- Extreme Park;
- Perete de alpinism;
- Trasee pentru drumeții și excursii;
- Rafting;
- Snowpark;
- Club pentru copii Kinder Club;
- Centrul de distracție pentru copii ”Leopark”;
- Big - Airbag.[3]

### Servicii terapeutice
Stațiunea Bukovel a început să se dezvolte ca un centru terapeutic și balneologic pentru persoanele cu probleme ale aparatului locomotor, tubului digestiv și căilor urinare încă din 2008.
Pe teritoriul complexului există un bufet cu răcoritoare, unde poate fi servită gratis apa minerală  naturală ale cărei proprietăți benefice au fost identificate de Institutul de Balneologie Odessa. De asemenea, stațiunea este cunoscută pentru băile sale de apă minerală și extracte de plante medicinale.

## Pârtii și instalații de transport pe cablu

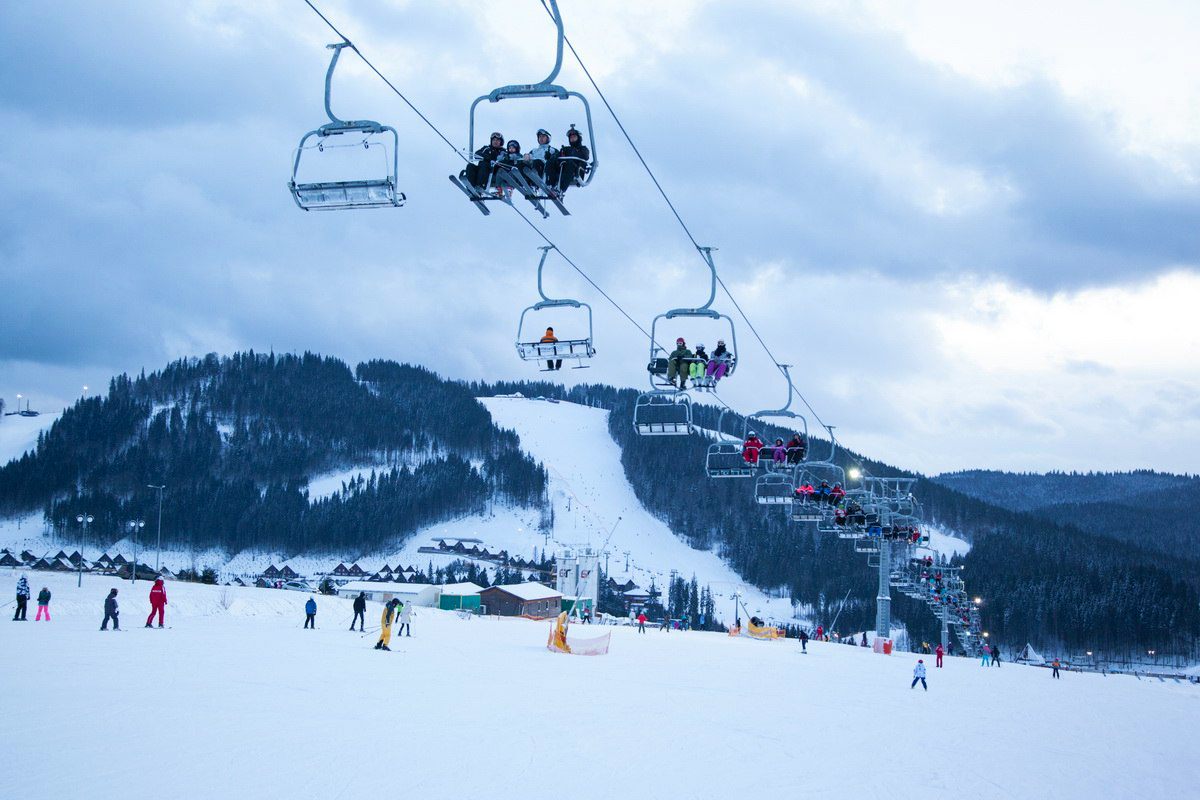
Vedere spre stațiunea Bukovel, pistă si telescaun

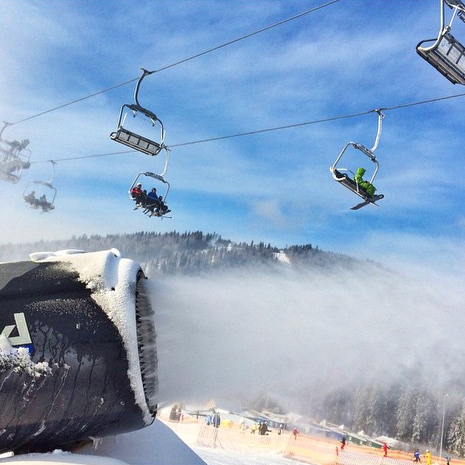
Tun de zăpadă

Stațiunea Bukovel este situată pe cinci vârfuri de munte: Dovha (1372 m), Bukovel (1127 m), Bulchynoha (1,455 m), Babyn Pohar (1180 m), Chorna Kleva (1241 m), având peste 53 de kilometri de pârtie de toate gradele de dificultate. Toate pârtiile sunt dotate cu tunuri de zăpadă artificială și protejate de lumina directă a soarelui.
Pe perioada sezonului de iarnă în stațiune funcționează 16 instalații de transport pe cablu moderne, cu o capacitate totală de 34700 de persoane/oră. În același timp pe pârtiile din stațiune pot schia confortabil până la 15.000 de persoane.
- Număr pârtii de schi: 56;
- Lungimea pârtiilor de schi: 300 - 2350 de metri;
- Clasificarea pârtiilor de schi: albastru, roșu, negru;
- Diferența de nivel: 40 – 285 m;
- Pârtii pentru slalom uriaș și pârtii cu denivelări (< moguls>) ( № 1A ).

16 instalații de transport pe cablu:
- 11 – cu patru scaune;
- 1 – cu două scaune ( № 2R );
- 1 – cu trei scaune;
- 1 – teleschi ( № 5 );
- 2 – multilifturi;

## Bukovel Ski School
Bukovel Ski School - școala de schi și snowboard ”Bukovel” a fost înființată în anul 2001 de către managerii din stațiunea de schi ”Bukovel” și antrenorii de schi și snowboard. Activitatea școlii vizează pregătirea persoanelor de toate vârstele, pregătirea sportivilor profesioniști, promovarea modului de viață sănătos și schiului alpin.
Școală de schi Bukovel este principalul organizator al competițiilor de schi alpin și snowboard pentru copii, amatori, sportivi și instructori. Partenerii permanenți ai Școlii de schi Bukovel sunt: Ministerul Educației și Științei din Ucraina, Ministerul Tineretului și Sportului din Ucraina, Federația Ucraineană de Schi, Comitetul Național Olimpic al Ucrainei.
Toți instructorii școlii au fost pregătiți conform standardelor internaționale pentru instructori de schi și snowboard – ISIA.

## Bukovel Bike Park
Bukovel Bike Park Arhivat în 16 decembrie 2013, la Wayback Machine. - parcul este amenajat cu piste pentru diferite forme de ciclism montan (mountain biking MTB ): cross-counter, downhill;
- Lungimea pistelor –  46,7 km;
- Lungime pistelor de coborâre – 4,7 km;

Bike Park oferă 10 piste cu diferite grade de dificultate și durată, de la piste pentru excursii generale la DownHill și SuperD. În timpul unui sezon parcul este vizitat de aproape 6000 de turiști.
Bike Park Bukovel organizează și găzduiește o serie de evenimente de ciclism anuale, inclusiv Bukovel Bike Fest Grand, Campionatul Național de Downhill și Bukovel DH.

## Jocurile Olimpice 2022
Stațiunea Bukovel este interesată de găzduirea Jocurilor Olimpice de iarnă. În prezent, Ucraina a depus candidatura pentru a găzdui Jocurile Olimpice de iarnă din 2022, iar Bukovel este unul dintre concurenții-cheie pentru titlul de arenă principală a jocurilor.